# コガネセンガン
コガネセンガン（黄金千貫）は、サツマイモの品種の一つ。

## 概要
1966年に農研機構（旧九州農業試験場）にて生まれた。チモール島の品種と日本在来の血が各4分の1、アメリカ品種の血が2分の1含まれるヘテロシス品種。従来品種に比べ、収穫量で3割、デンプン含量で3～4％高いとされた。このコガネセンガンを親として、さらにベニアズマ、紅小町等の品種も生まれた。
外皮は黄金色で、コガネセンガンの命名はこれに由来する。身は白。
元来はデンプン原料用であったが、芋焼酎の原料として特に有名であり、市場に出回る芋焼酎の約90％がコガネセンガンを原料としており、圧倒的なシェアを獲得している。
農林水産省が発表したいも・でん粉に関する資料「かんしょ（サツマイモ）品種の普及状況」（令和元年度版）によると、平成29年の品種別の作付けシェアはコガネセンガンが22.2％で、サツマイモの全品種において作付けシェア首位を記録した。
デンプン用、芋焼酎用のみならず、食用としても適しており、最近では食感の良さから現在ではコガネイモの名前で青果用として出荷されている。芋けんぴ等の菓子の原料としても用いられる。

## 逸話
コガネセンガンを生み出した研究者である坂井健吉は、無類の焼酎好きとして知られ、九州試験場赴任の際は、「坂井君が九州に行ってもいい品種はよう作らんが、焼酎の消費量だけは伸ばしてくれるだろう」と先輩から送り出されたという。その先輩の予想に反し著名なサツマイモの品種を生み出すと同時に、予想通りに焼酎の消費増大に貢献した。

## 関連書籍
- 『さつまいも (ものと人間の文化史）』法政大学出版局　ISBN 978-4588209017 坂井健吉著
- 『サツマイモのつくり方』農山漁村文化協会　ISBN 978-4540750120 坂井健吉著

## 関連事項
- サツマイモ
- 芋焼酎